# Utting am Ammersee
Utting am Ammersee est une commune d'Allemagne située en Bavière.

## Personnalités liées à la ville
- Eduard Thöny (1866-1950), peintre mort à Holzhausen am Ammersee.
- Gottfried John (1942-2014), acteur mort à Utting.

## Jumelage
Auray (France)